# Thea Sternheim

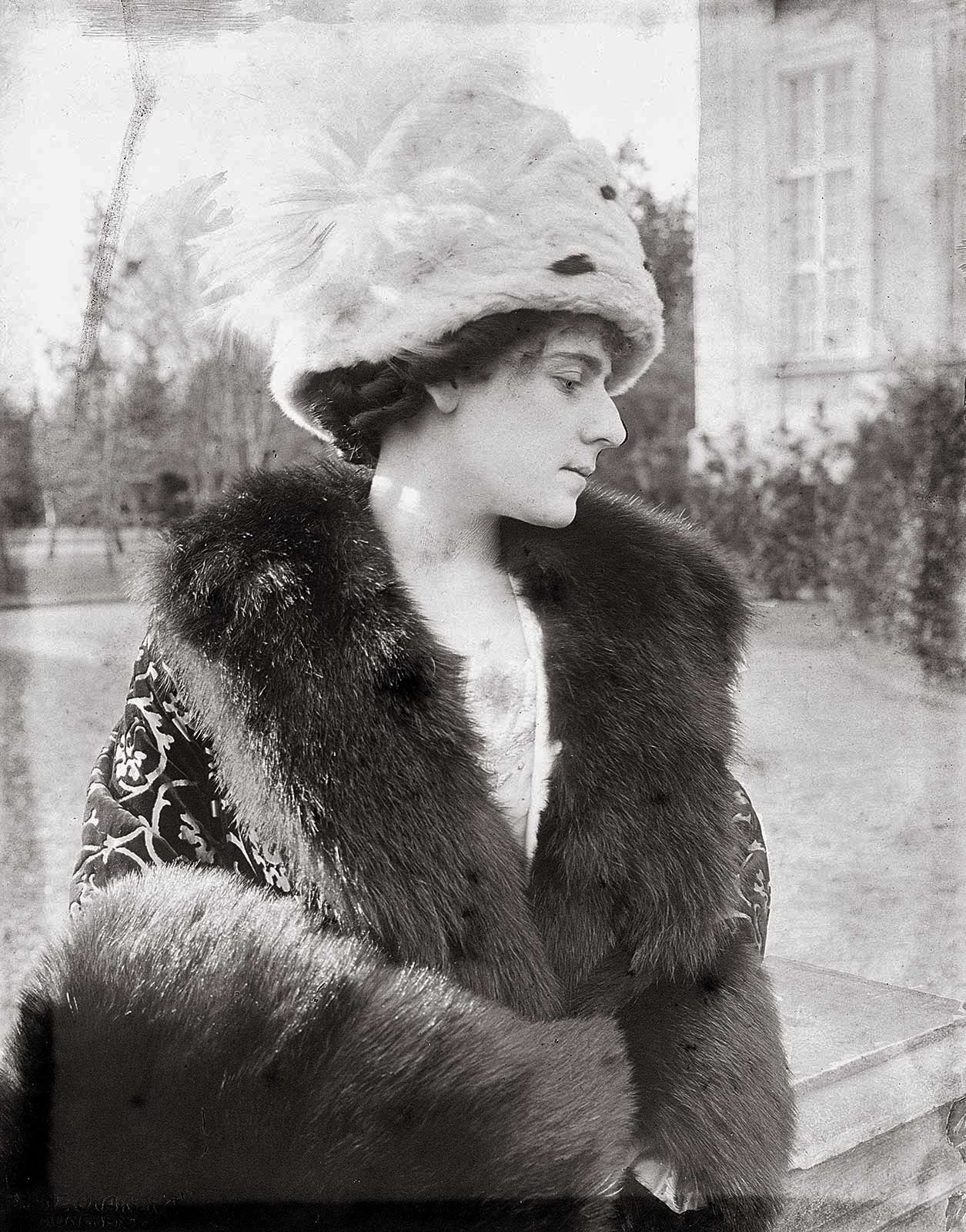
Thea Sternheim (um 1910). Foto von Franz Grainer

Thea Sternheim mit ihrer Tochter Dorothea („Mopsa“) in der Zeit, in der die Familie in Königstein im Taunus wohnte

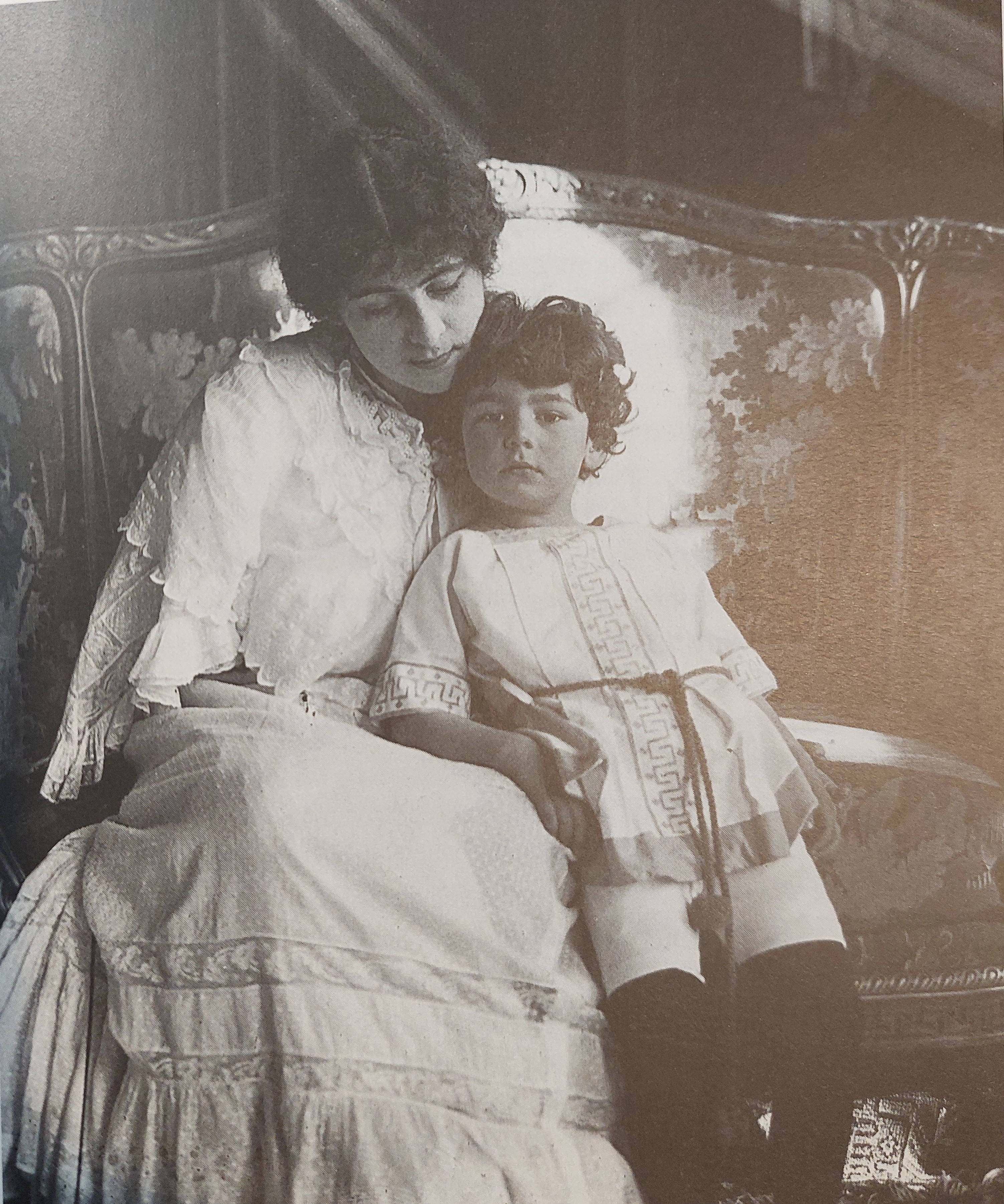
Ernesto de Fiori: Thea Sternheim mit Klaus (1911)

Thea Sternheim (* 25. November 1883 in Neuss; † 5. Juli 1971 in Basel), bekannt als Thea von Sternheim; gebürtig Olga Maria Theresia Gustava Bauer; in erster Ehe Thea Löwenstein, war eine deutsche Autorin.

## Leben
Thea Bauer war die Tochter des wohlhabenden Schraubenfabrikanten Georg Bauer (* 1850), der ihr nach seinem Tod 1906 ein Vermögen in Höhe von zwei Millionen Mark hinterließ. Sie wurde römisch-katholisch erzogen und besuchte Mädchenpensionate, darunter eines in Brüssel. Bereits als Schülerin begann sie einen Briefwechsel mit Maurice Maeterlinck. Im November 1901 heiratete sie gegen den Willen ihrer Eltern in London den zehn Jahre älteren Arthur Löwenstein, den Vater ihrer ersten Tochter Agnes (genannt „Nucki“) Löwenstein (1902–1976). 1903 lernte sie Carl Sternheim kennen, der noch verheiratet war. Mit ihm hatte sie die 1905 geborene Tochter Dorothea (genannt „Mopsa“) (1905–1954) und den Sohn Klaus (1908–1946). 1906 verließ sie Arthur Löwenstein endgültig; die Ehe wurde 1906 geschieden, das Sorgerecht und die Vermögensverwaltung für beide Töchter erhielt Löwenstein, obwohl die zweite ein Kind von Sternheim war.
Noch während ihrer ersten Ehe begann sie Tagebuch zu führen, was sie bis zum 25. Mai 1971 kurz vor ihrem Tod am 5. Juli 1971 fortführte. Thea Sternheim begann früh, Bilder von Vincent van Gogh zu sammeln, und erwarb auch Bilder von Henri Matisse, Pierre-Auguste Renoir und Pablo Picasso.
1907 heiratete sie Carl Sternheim. 1908 bezog sie mit der Familie die vom Münchner Architekten Gustav von Cube (einem Schwager Sternheims) nach ihren Vorgaben gebaute, schlossähnliche Villa Bellemaison in Höllriegelskreuth bei München. Von Sternheim entfremdete sie sich wegen dessen sexueller Untreue, seiner Wahnvorstellungen und der Verschwendung ihres Vermögens und entzog ihm schließlich dessen Verwaltung: „Ich muß mich daran gewöhnen mit Karl zusammenzuleben, ohne seine Frau zu sein. [...] Seit November verwalte ich mein Vermögen allein. […] Hätte ich ihm nie unbedingtes Vertrauen geschenkt, wäre ich nie dem peinlichen Gefühl ausgesetzt gewesen, auf meine Kosten hintergangen zu werden.“ 1927 wurde sie von Carl Sternheim geschieden.
Vor Beginn des Ersten Weltkriegs bezog sie in Belgien mit Sternheim die Villa Claircolline in La Hulpe, einem Vorort von Brüssel, kehrte aber immer wieder für befristete Aufenthalte nach Deutschland zurück, vornehmlich nach München. 1919 ging sie in die Schweiz, von 1922 bis 1924 lebte sie im Waldhof in Wilschdorf bei Dresden, 1925 entwarf sie ein kleines Palais, das in Uttwil am schweizerischen Bodenseeufer nahe Romanshorn errichtet wurde. Sie schloss intensive Freundschaften u. a. mit Frans Masereel, André Gide, Gottfried Benn sowie mit dem belgischen Maler Herman-Lucien de Cunsel (1908–1971), ihrem jahrzehntelangen Lebensfreund, sowie zuletzt in Basel mit Peter Geiger. Verschiedene französischsprachige Werke u. a. von André Maurois übersetzte sie ins Deutsche.
Noch vor der Machtübergabe an die Nationalsozialisten emigrierte sie am 1. April 1932 nach Frankreich. Ihre Tagebücher zeigen, dass sie den Gang der politischen Ereignisse schon sehr früh vorausahnte; sie erkannte, worauf die Entwicklung in Deutschland hinauslaufen würde. In Frankreich wurde sie bei Kriegsausbruch 1939 kurzzeitig im Lager Camp de Gurs interniert, konnte aber unter anderem in Gemeinschaft mit Alexandra Ramm-Pfemfert fliehen. In Deutschland wurde ihr Vermögen eingefroren, schließlich lebte sie verarmt in einer kleinen Wohnung in Paris. 1944 wurde ihr die deutsche Staatsangehörigkeit aberkannt. Nach Kriegsende blieb sie in Frankreich. Dort pflegte sie eine Zeit lang den Kontakt mit der in den 1930er-Jahren nach Paris emigrierten Berliner Gesellschaftsfotografin Frieda Riess.
Ihre beiden drogenabhängigen „Sternheim-Kinder“ starben früh: Klaus 1946 in Mexiko und Mopsa, die bis 1945 im KZ Ravensbrück inhaftiert war, 1954 an Krebs. Thea Sternheim erhielt für diese Leidenszeit ihrer Tochter im Konzentrationslager eine Wiedergutmachungszahlung, die sie vor der völligen Verarmung bewahrte.
1963 zog sie aus finanziellen und gesundheitlichen Gründen zu der ersten Tochter Agnes, die den Lorca-Übersetzer Enrique Beck geheiratet hatte und unter dem Künstlernamen Inés Leuwen-Beck als Sängerin und Musikdozentin an der Hochschule für Musik Freiburg tätig war, nach Basel. Dort starb Thea Sternheim 1971 im Alter von 87 Jahren.
Außer ihren Tagebüchern schrieb sie den Roman Sackgassen. Postum wurde ihr Briefwechsel mit Gottfried Benn veröffentlicht, darin sind auch Auszüge aus den Tagebüchern Mopsas enthalten. Die Tagebücher I–V wurden von Thomas Ehrsam und Regula Wyss im Auftrag der Heinrich Enrique Beck-Stiftung ediert und erschienen 2002 im Wallstein Verlag in Göttingen.

## Schriften
- Erinnerungen. Herausgegeben von Helmtrud Mauser in Verbindung mit Traute Hensch. Kore, Freiburg im Br. 1995, ISBN 3-926023-66-X. (Das Typoskript entstand 1936, im Wesentlichen entstand das Werk 1952.)
- Sackgassen. Roman. Mit einem Nachwort von Regula Wyss. Hrsg. von Monika Melchert. Trafo-Verlag, Berlin 2005, ISBN 3-89626-498-2; zuerst Limes-Verlag, Wiesbaden 1952.
- Gottfried Benn, Thea Sternheim: Briefwechsel und Aufzeichnungen. Mit Briefen und Tagebuchauszügen Mopsa Sternheims. Herausgegeben von Thomas Ehrsam. Wallstein, Göttingen 2004, ISBN 3-89244-714-4.
- Thea Sternheims Tagebuch (1903–1971). Wallstein Verlag, Göttingen 2002, ISBN 3-89244-315-7.
- Tagebücher 1903–1971. 5 Bände. Herausgegeben von Thomas Ehrsam und Regula Wyss. Wallstein Verlag, Göttingen 2011, ISBN 978-3-8353-0748-3. [Mit dem gesamten transkribierten Text auf CD-ROM.]
- Die Pariser Jahre. Aus den Tagebüchern 1932–1949. Hrsg. von Thomas Ehrsam. Die Andere Bibliothek, Berlin 2024, ISBN 978-3-8477-0479-9.